# Мюлхаймска награда за драматургия
„Мюлхаймската награда за драматургия“ (на немски: Mülheimer Dramatikerpreis) се присъжда от 1976 г. през месеците май-юни по време на Мюлхаймските театрални дни – пиеси. На сцените в Мюлхайм се играят премиерно седем до осем творби на немски език. Оценяват се новите пиеси, а не техните постановки. Авторът на най-добрата пиеса получава „Мюлхаймската награда за драматургия“ на стойност 15 000 €.
Присъжда се и почетна награда на публиката без парично измерение.
От 2010 г. се провежда успоредно Мюлхаймският фестивал за детска драматургия. Наградата за най-добра пиеса е на стойност 10 000 €.

## Носители на наградата (подбор)
- Франц Ксавер Крьоц (1976)
- Хайнер Мюлер (1979)
- Ернст Яндл (1980)
- Бото Щраус (1982)
- Джордж Табори (1983)
- Херберт Ахтернбуш (1986)
- Райналд Гьоц (1988)
- Танкред Дорст (1989)
- Вернер Шваб (1992)
- Райналд Гьоц (1993)
- Херберт Ахтернбуш (1994)
- Урс Видмер (1997)
- Деа Лоер (1998)
- Райналд Гьоц (2000)
- Елфриде Йелинек (2002)
- Елфриде Йелинек (2004)
- Лукас Берфус (2005)
- Деа Лоер (2008)
- Елфриде Йелинек (2009)
- Роланд Шимелпфениг (2010)
- Елфриде Йелинек (2011)
- Петер Хандке (2012)